# James Williams (football)
Pour les articles homonymes, voir Williams et James Williams (homonymie).
James Williams est un footballeur international irlandais qui évolue au poste d'attaquant. Il joue à l'Ulster Football Club, un club basé à Belfast.

## Carrière
Avec l'Ulster FC, il est finaliste de la coupe d'Irlande de football 1882-1883, finale perdue sur le score de cinq buts à zéro contre Cliftonville Football Club.
James Williams est sélectionné à deux reprises en équipe d'Irlande de football. Ses deux sélections ont lieu lors du British Home Championship 1885-1886. Il y marque un but contre l'Angleterre le 23 mars 1886 lors d'une lourde défaite de son équipe six buts à un.

## Palmarès
Avec Ulster FC
- Coupe d'Irlande de football
  - Finaliste en 1882-1883